# SPECULOOS-3b
SPECULOOS-3bとは、超低温赤色矮星であるSPECULOOS-3の周囲を公転している地球サイズの太陽系外惑星である。地球からの距離は55光年と比較的近い。SPECULOOS-3bがSPECULOOS-3の周りの公転軌道を1周するのにかかる時間はわずか約17時間である。主星に非常に近く、非常に高いレベルの放射を受け、自転と公転の同期が発生しているため、惑星の片側が常に主星に面している。この発見はSPECULOOSプロジェクトによって行われ、2024年5月に学術雑誌のNature Astronomyで発表された。
SPECULOOS-3bの主星はSPECULOOS-3（LSPM J2049+3336、TIC 230741378）で、質量は太陽の10分の1、大きさは太陽の13%、明るさは太陽の0.09%しかない。

## 特徴
| 地球 | SPECULOOS-3b |
| ---- | ------------ |
| 地球 | Exoplanet    |

トランジットの深さから推定されるSPECULOOS-3bの半径は0.98 R🜨で、地球とほぼ同じ大きさである。SPECULOOS-3bの質量は測定されていないが、NASA Exoplanet Archiveでは0.894 M🜨と推定されている。この惑星の質量を測定することは、この惑星が岩石質であるかどうかを判断し、その組成をさらに特定するために不可欠である。
SPECULOOS-3bは主星に非常に近い軌道を公転しており、SPECULOOS-3bの1年は地球の約17時間に相当する。軌道長半径は約0.007天文単位である。その結果、SPECULOOS-3bは主星から高レベルの放射を受け、ボンドアルベドが0であると仮定すると、平衡温度は280℃と推定され、昼側はおそらく固い岩石で構成されていると考えられている。また、SPECULOOS-3bはSPECULOOS-3に潮汐固定（自転と公転の同期）されているため、惑星の片側は常に主星に面し、もう片側は常に主星から背を向けている。
高温な惑星と主星の赤外線輝度により、ジェイムズ・ウェッブ宇宙望遠鏡（JWST）に搭載されたMIRI/RLS装置によって、惑星の昼側のスペクトルが測定できる可能性がある。このような観測により、惑星の周囲に大気が存在することが明らかになるか、大気が検出されない場合は惑星の鉱物学的表面が特定できる可能性がある。

## 発見

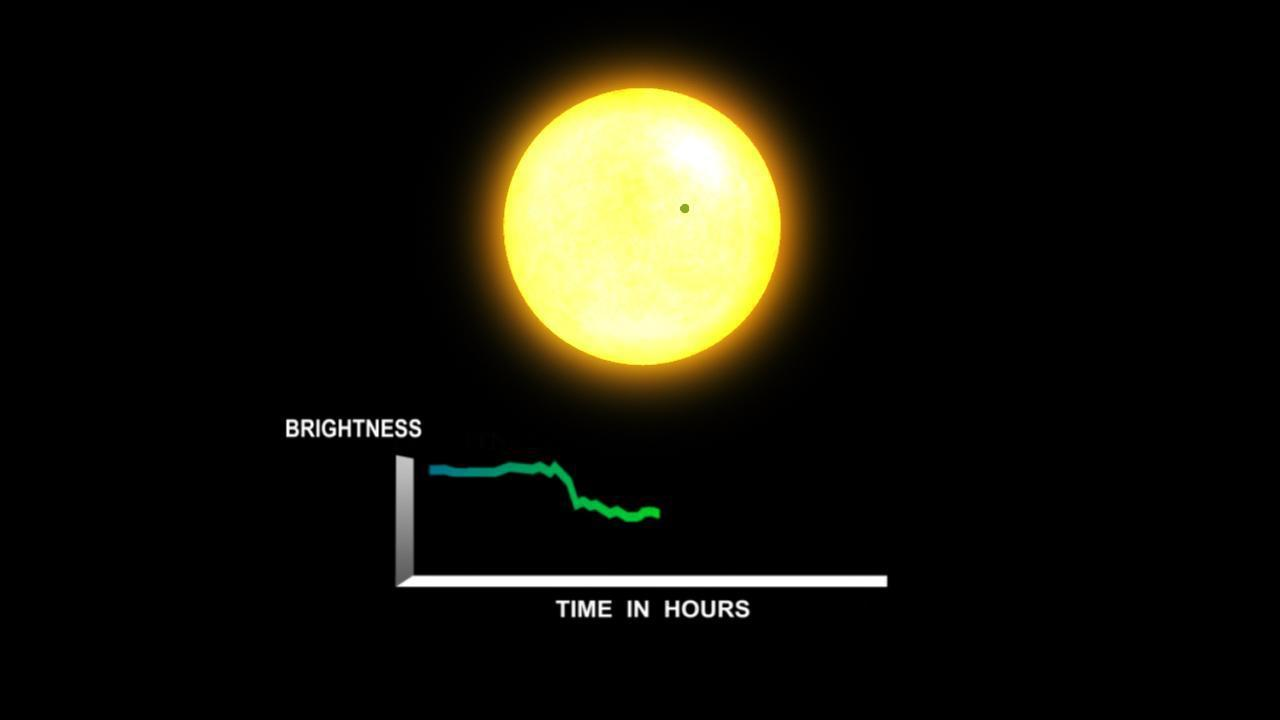
トランジット法

SPECULOOS-3bの発見は、ベルギーのリエージュ大学が主導し、様々な国の大学と共同で実施しているSPECULOOSプロジェクトによって行われた。SPECULOOSは、暗い恒星の周囲を公転している太陽系外惑星を探索する望遠鏡ネットワークで構成されている。この惑星は、チリのアタカマ砂漠にある観測所で発見された。
SPECULOOS-3bはトランジット法を用いて検出された。主星であるSPECULOOS-3は2021年に5夜にわたりSAINT-EX望遠鏡によって観測され、惑星のトランジットを含む2つの光度曲線が生成された。この恒星は後にSPECULOOS Northern Observatory（SNO）のアルテミス望遠鏡によって再観測され、その光度曲線にトランジットのような明確な特徴があることが明らかになった。その後のSAINT-EX及びSPECULOOS Southern Observatory（SSO）による観測では、さらに多くの惑星のトランジットが明らかになり、公転周期0.719日の地球型太陽系外惑星が恒星の前を通過していることが判明した。SPECULOOS-3bの発見は2024年5月にNature Astronomyで発表された。

## 主星
主星であるSPECULOOS-3（LSPM J2049+3336）ははくちょう座の方向に16.75パーセク (54.6 ly) 離れた位置に存在する赤色矮星（スペクトル分類はM6.5）である。これは、知られている中で最も小さい恒星の1つで、太陽よりもはるかに温度が低く、暗く、小さく、質量は太陽の0.1倍、光度は太陽の0.08%、有効温度は2,800 K (2,530 °C) で、太陽の温度（5,772 K）の半分以下である。SPECULOOS-3の半径は0.12 R☉と小さいが、これはトランジットを起こす惑星が発見されている恒星の中では2番目に小さく、これより小さいのはTRAPPIST-1のみである。
SPECULOOS-3のような赤色矮星は最も数が多いタイプの恒星で、銀河系にある恒星全体の70%を占めている。寿命は太陽の10倍、1000億年以上と予想されている。